# WASP-49
WASP-49 är en ensam stjärna i norra delen av stjärnbilden Haren. Den har en  skenbar magnitud av ca 11,35 och kräver  ett teleskop för att kunna observeras. Baserat på parallax enligt Gaia Data Release 2 på ca 5,1 mas, beräknas den befinna sig på ett avstånd på ca 638 ljusår (ca 196 parsek) från solen. Den rör sig bort från solen med en heliocentrisk radialhastighet på ca 41 km/s.

## Egenskaper
WASP-49 är en gul till vit stjärna i huvudserien av spektralklass G6 V. Den har en massa som är ca 0,72 solmassa, en radie som är lika med solradien och har ca 0,884 gånger solens utstrålning av energi från dess fotosfär vid en effektiv temperatur av ca 5 600 K.

## Planetsystem
År 2011 upptäcktes en exoplanet med namnet WASP-49b. År 2017 visade den sig ha ett omfattande natriumhölje. En studie 2019 med data från rymdteleskopet Hubble i nära ultraviolett våglängd fann tydliga absorptionsegenskaper orsakade av metaller, som magnesium och järn. Magnesium- och järngasen är inte gravitationellt bunden till planeten, utan kan vara magnetiskt ansluten. Natriumhöljet runt WASP-49b kan orsakas av en Io-liknande exomåne.Denna nya idé kallades intressant, men också spekulativ.
WASP-49b har en massa som är 0,399 ± 0,027 jupitermassa, en radie som är ca 1,115 ± 0,027 Jupiters radie och en effektiv temperatur av ca 1 369 ± 39 K.
| Planet | Massa            | Halv storaxel (AE) | Siderisk omloppstid (d) | Excentricitet | Inklination   | Radie            |
| ------ | ---------------- | ------------------ | ----------------------- | ------------- | ------------- | ---------------- |
| b      | 0,399 ± 0,027 MJ | 0,0379 ± 0,0010    | 2,7817387 ± 0,0000056   | <0,026 ±      | 84,89 ± 0,19° | 1,115 ± 0,047 RJ |